# Conferència de Noordwijk
La Conferència de Noordwijk es va celebrar el 6 de setembre de 1955 a Noordwijk, a prop de La Haia (Països Baixos), per a avaluar el progrés de la Comissió Spaak establert per la Conferència de Messina. Hi van assistir els Ministres d'Afers Exteriors dels sis estats membres de la Comunitat Europea del Carbó i de l'Acer (CECA). El president de la conferència va ser Johan Willem Beyen, aleshores ministre d'Afers Exteriors dels Països Baixos.
Paul-Henri Spaak va presentar a la conferència un informe provisional de la Comissió Spaak, per tal que els polítics presents poguessin avaluar el progrés fet a les activitats tècniques de la comissió. Spaak va informar els seus col·legues de les dificultats pel transport i l'energia convencional (carbó i petroli) i va parar atenció a les qüestions d'agricultura. Com a conseqüència, Spaak va demanar dos mesos més per preparar el seu informe final. Tot i que hi va haver progrés, el comunicat de premsa va concloure que la comissió havia arribat a un punt mort.